# 堀川基子
堀川 基子（ほりかわ もとこ（きし）、文永6年（1269年） - 正平10年/文和4年8月26日（1355年10月10日））は、鎌倉時代から南北朝時代の女性。後宇多天皇の宮人で、後二条天皇の生母。准三宮。院号は西華門院。法名は清浄法。父は内大臣堀川具守。太政大臣堀川基具の養女（実は孫に当たる）。

## 生涯
弘安8年（1285年）に邦治親王（後の後二条天皇）を生む。しかし、太政大臣の孫という生まれながらも処遇には恵まれず、「増鏡」によれば、永仁6年（1298年）の邦治親王立太子後も、正安3年（1301年）の即位後も叙位がなく、基子が従三位に叙せられたのは徳治3年（1308年）8月に後二条天皇が亡くなって出家して後、同じ年（元号は延慶に改元後）の11月27日であった。更に同年1月2日に准三宮・院号宣下がなされて、西華門院と称した。
文和4年（1355年）、87歳で死去。